# Ammophilomima flava
Ammophilomima flava là một loài ruồi trong họ Asilidae. Ammophilomima flava được Martin miêu tả năm 1975. Loài này phân bố ở miền Ấn Độ - Mã Lai.